# (5621) Erb
(5621) Erb (1990 SG4) – planetoida z grupy przecinających orbitę Marsa okrążająca Słońce w ciągu 3,5 lat w średniej odległości 2,3 j.a. Została odkryta 23 września 1990 roku przez Kenneth Lawrence.